# Hvoșciova, Trosteaneț
Hvoșciova (în ucraineană Хвощова) este un sat în comuna Bilka din raionul Trosteaneț, regiunea Sumî, Ucraina.

## Demografie
Componența lingvistică a localității Hvoșciova
     Ucraineană (97,78%)
     Rusă (2,22%)
Conform recensământului din 2001, majoritatea populației localității Hvoșciova era vorbitoare de ucraineană (97,78%), existând în minoritate și vorbitori de rusă (2,22%).